# 新當代藝術博物館
新當代藝術博物館（英語：The New Museum of Contemporary Art）是一家位於紐約市曼哈頓的博物館。

## 历史
1977年成立，專門收藏當代藝術作品。並在地下室提供了媒體藝術特展室（Media Lounge），是專門展出數位藝術的特別展覽空間。該館每年會有六個主要的當代藝術展（包括抽象藝術、裝置藝術等主題），以及五個主要的媒體藝術展。
2007年12月，該博物館遷移至包厘區王子街重新開幕。新建築由日本建築師妹島和世、西澤立衛（SANAA），及紐約當地公司Gensler所設計，擴大了博物館的展示空間。

## 外部連結
- 新當代藝術博物館 （页面存档备份，存于）－官方網站
- 數位藝術網站Rhizome.org （页面存档备份，存于）